# Melilla Lufthavn
Melilla Lufthavn (IATA: MLN, ICAO: GEML) , (spansk: Aeropuerto de Melilla), er en lufthavn i Spanien, 3 km sydvest for Melilla i Spanien. I 2022 ekspederede den 447.450 passagerer og 9.772 flybevægelser.

## Historie
Lufthavnen blev indviet den 31. juli 1969 af luftministeren, José Lacalle Larraga, for definitivt at erstatte Tauima-lufthavnen.
I dag er der regelmæssige fly til Melilla Lufthavn fra Spanien.

## Flyselskaber og destinationer
| Flyselskaber    | Bestemmelsessted                                                                                     |
| --------------- | --- |
| Iberia Regional | Madrid, Barcelona, Sevilla, Almeria, Malaga, Granada. Sæsonbestemt: Palma de Mallorca, Gran Canaria. |

## Trafiktal
| År                     | Passagerer | Flybevægelser | Fragt (tons) |
| ---------------------- | ---------- | ------------- | ------------ |
| 2000                   | 263.751    | 8.916         | 650          |
| 2001                   | 229.806    | 8.707         | 587          |
| 2002                   | 211.966    | 8.013         | 546          |
| 2003                   | 223.437    | 9.017         | 479          |
| 2004                   | 245.102    | 9.098         | 387          |
| 2005                   | 271.589    | 9.296         | 323          |
| 2006                   | 313.543    | 10.696        | 431          |
| 2007                   | 339.244    | 11.146        | 434          |
| 2008                   | 314.643    | 10.959        | 386          |
| 2009                   | 293.695    | 9.245         | 350          |
| 2010                   | 292.608    | 8.935         | 340          |
| 2011                   | 286.701    | 9.119         | 265          |
| 2012                   | 315.850    | 9.922         | 235          |
| 2013                   | 289.551    | 7.893         | 164          |
| 2014                   | 319.603    | 8.873         | 136          |
| 2015                   | 317.806    | 8.409         | 136          |
| 2016                   | 330.116    | 8.535         | 141          |
| 2017                   | 324.366    | 7.956         | 134          |
| 2018                   | 348.121    | 8.085         | 127          |
| 2019                   | 434.660    | 9.768         | 134          |
| 2020                   | 195.636    | 5.158         | 32           |
| 2021                   | 332.446    | 7.828         | 9            |
| 2022                   | 447.450    | 9.772         | 22           |
| Kilde: Aena Statistics |            |               |              |

Se kilde Wikidata forespørgsel og kilder.